# كال تورنر
كال تورنر (بالإنجليزية: Cal Turner)‏ هو شخصية أعمال أمريكي، ولد في 28 مايو 1915 في مقاطعة ماكون في الولايات المتحدة، وتوفي في 20 نوفمبر 2000 في سكوتسفيل في الولايات المتحدة.